# Liste des monuments de Zagora
Ceci est une liste des monuments classés par le ministère de culture marocain aux alentours de Zagora.
| Identifiant monument         | Site   | Monument                        | Adresse | Date de classement | Décret | Coordonnées                        | Illustration               |                       |
| ---------------------------- | ------ | ------------------------------- | ------- | ------------------ | ------ | ---------------------------------- | -------------------------- | --------------------- |
| pc_architecture/cerkas:131   | Zagora | Zaouia du Lmajdoub (d)          |         |                    |        | 30° 20′ 02″ nord, 5° 50′ 39″ ouest | Image manquante Téléverser | Télécharger une image |
| pc_architecture/sanae:200011 | Zagora | Beni Zouli Kasbah du Glaoui (d) |         |                    |        | à géolocaliser                     | Image manquante Téléverser | Télécharger une image |
| pc_architecture/cerkas:z15   | Zagora | Ksour de la zone Z27 (d)        |         |                    |        | à géolocaliser                     | Image manquante Téléverser | Télécharger une image |
| pc_architecture/sanae:220095 | Zagora | Ksar La Kaaba (d)               |         |                    |        | à géolocaliser                     | Image manquante Téléverser | Télécharger une image |